# Hoşaf
Hoşaf (turc, del persa خوشآب hoix ab que vol dir aigua dolça) són unes postres de la cuina turca fet de fruites seques com panses de raïm o de prunes, albercocs, figues, i altres fruits, bullits en aigua amb una mica de sucre i deixat refredar. El hoşaf també pot contenir canyella o clau d'olor per a donar-li bona fragància.
El hoşaf es consumeix generalment acompanyant amb plats sense sucs, com el pilav, börek i makarna (pasta), així com el cacık. Es consumeix sobretot durant el Ramadà, com una tradició.
A diferència del komposto (compota en turc), que de vegades es menja calent, el hoşaf se serveix sempre fred.